# Équipe cycliste Toyota-United
L'équipe cycliste Toyota-United (officiellement Toyota-United Pro Cycling Team) est une équipe cycliste américaine, active de 2006 à 2008. Durant son existence, elle participe aux circuits continentaux de cyclisme et en particulier l'UCI America Tour.

## Principales victoires
- Tour of the Gila : Chris Baldwin (2006)
- Rochester Omnium : Dominique Rollin (2008)
- Tobago Cycling Classic : Heath Blackgrove (2008)

## Classements UCI
L'équipe participe aux circuits continentaux et principalement à des épreuves de l'UCI America Tour. Les tableaux ci-dessous présentent les classements de l'équipe sur les différents circuits, ainsi que son meilleur coureur au classement individuel.
UCI America Tour
| Saison | Classement par équipes | Meilleur coureur au classement individuel |
| ------ | ---------------------- | ----------------------------------------- |
| 2006   | 4e                     | Juan José Haedo (8e)                      |
| 2007   | 15e                    | Iván Domínguez (26e)                      |
| 2008   | 9e                     | Dominique Rollin (11e)                    |

UCI Europe Tour
| Saison | Classement par équipes | Meilleur coureur au classement individuel |
| ------ | ---------------------- | ----------------------------------------- |
| 2008   | 107e                   | Ivan Stević (496e)                        |

UCI Oceania Tour
| Saison | Classement par équipes | Meilleur coureur au classement individuel |
| ------ | ---------------------- | ----------------------------------------- |
| 2006   | 14e                    | Sean Sullivan (21e)                       |
| 2007   | 13e                    | Heath Blackgrove (21e)                    |
| 2008   | 8e                     | Heath Blackgrove (18e)                    |

## Toyota-United en 2008

### Effectif
| Cycliste                 | Date de naissance | Nationalité      | Équipe 2007                  |
| ------------------------ | ----------------- | ---------------- | ---------------------------- |
| Chris Baldwin            | 15-10-1975        | États-Unis       | Rock Racing                  |
| Benjamin Barczewski      | 08-04-1987        | États-Unis       |                              |
| Derek Betcher            | 04-07-1981        | États-Unis       |                              |
| Heath Blackgrove         | 05-12-1980        | Nouvelle-Zélande | Team Hôtel San Jose          |
| Hilton Clarke            | 07-11-1979        | Australie        | Fuji-Servetto                |
| Jonathan Clarke          | 18-12-1984        | Australie        | Jelly Belly                  |
| Ben Day                  | 11-12-1978        | Australie        | Fly V Australia              |
| Iván Domínguez           | 28-05-1976        | Cuba             | Fuji-Servetto                |
| Justin England           | 17-07-1978        | États-Unis       | California Giant-Specialized |
| Walker Ferguson          | 26-02-1982        | États-Unis       |                              |
| José Manuel García Ponce | 01-12-1972        | Mexique          |                              |
| Stuart Gillespie         | 10-07-1983        | États-Unis       |                              |
| Andy Lakatosh            | 22-04-1985        | États-Unis       |                              |
| Caleb Manion             | 30-01-1981        | Australie        |                              |
| Ryan Nelman              | 02-07-1986        | États-Unis       |                              |
| Duncan Riffle            | 29-10-1986        | États-Unis       |                              |
| Dominique Rollin         | 29-10-1982        | Canada           | Cervélo Test Team            |
| Kevin Selker             | 23-06-1985        | États-Unis       |                              |
| Sanjay Shanbhag          | 04-10-1982        | États-Unis       |                              |
| Ivan Stević              | 12-03-1980        | Serbie           |                              |
| Sean Sullivan            | 08-08-1978        | Australie        | Team Hotel San Jose          |
| Henk Vogels              | 31-07-1973        | Australie        | Retraite                     |
| Chris Wherry             | 18-07-1973        | États-Unis       | Team Hotel San Jose          |

### Victoires
| Date       | Course                                     | Pays       | Classe | Vainqueur                |
| ---------- | ------------------------------------------ | ---------- | ------ | ------------------------ |
| 21/02/2008 | 4e étape du Tour de Californie             | États-Unis | 2.HC   | Dominique Rollin         |
| 02/03/2008 | Championnat du Mexique du contre-la-montre | Mexique    | CN     | José Manuel García Ponce |
| 21/04/2008 | 1re étape du Tour de Géorgie               | États-Unis | 2.HC   | Iván Domínguez           |
| 09/08/2008 | 2e étape du Rochester Omnium               | États-Unis | 1.2    | Dominique Rollin         |
| 10/08/2008 | Classement général du Rochester Omnium     | États-Unis | 1.2    | Dominique Rollin         |